# Tatort: Pauline
Pauline ist ein vom NDR produzierter Fernsehfilm aus der Krimireihe Tatort, der am 24. September 2006 im Programm der ARD Das Erste erstmals ausgestrahlt wurde. Es handelt sich um die 640. Folge der Fernsehreihe. Kriminalhauptkommissarin Charlotte Lindholm (Maria Furtwängler) vom Landeskriminalamt Niedersachsen wird in ihrem 9. Fall mit dem unerklärlichen Tod eines 12-jährigen Mädchens konfrontiert.

## Handlung
In einem kleinen Dorf bei Jesteburg hilft die zwölfjährige Pauline Kandis dem Freund ihrer Schwester Nele, Sven Forthmann, auf seinem Reiterhof, die Pferde zu versorgen. Als Sven Pauline beim Duschen erwischt, schickt er sie weg. Pauline läuft wütend davon und vergisst dabei, ihre Jacke mitzunehmen. Am Abend trifft sich die gesamte Dorfgemeinde auf einem Feuerwehrball, um zu feiern. Als Nele und Sven gehen wollen, bieten sie Pauline an, sie mitzunehmen. Sie will aber noch länger bleiben und geht stattdessen mit Moritz Siebenborn tanzen, einem Jungen aus dem Dorf. In der Morgendämmerung sitzt ein Mann weinend draußen an einem Fluss. In seinen Armen liegt die tote Pauline.
Kriminalhauptkommissarin Charlotte Lindholm fährt am Morgen in das Dorf, um in dem Fall zu ermitteln. Sie wird in der örtlichen Polizeistelle von der Beamtin Katharina Lichtblau über das Opfer informiert. Paulines Patenonkel Guntram Schollenbruch habe sie tot am Fluss aufgefunden. Eigentlich hätte der Großvater seine Enkelin vom Feuerwehrball abholen sollen. Pauline habe zusammen mit ihrer Schwester Nele bei ihrem Vater Bruno auf einem Hof gelebt. Marta, die Mutter der Mädchen, sei bereits vor zwei Monaten nach Jesteburg gezogen. 
Die ersten Untersuchungen des Gerichtsmediziners ergeben, dass Pauline durch einen Schlag am Kopf getötet worden ist. Sie wurde nicht sexuell missbraucht, war allerdings auch keine Jungfrau mehr. Lindholm fährt zur Familie Siebenborn, um mit Moritz zu sprechen. Der Junge ist nicht zu Hause. Stattdessen erklärt ihr dessen Vater Hans, dass er in der Nacht zusammen mit seinem Sohn nach Hause gegangen sei. Da er selbst aber betrunken gewesen sei, habe er nicht darauf geachtet, ob Pauline anwesend gewesen sei, er jedenfalls habe sie nicht gesehen. Währenddessen fährt Nele Kandis mit dem Fahrrad zu ihrem Freund Sven auf den Reiterhof. Dort entdeckt sie Paulines Jacke. Sven erklärt ihr, dass Pauline ihm gelegentlich bei der Arbeit geholfen habe und er glaube, dass Pauline für ihn geschwärmt habe. Nele wird misstrauisch, da sie davon nichts wusste, und äußert die Vermutung, dass er etwas mit Paulines Tod zu tun und sie möglicherweise sexuell missbraucht haben könnte. Sven gibt seiner Freundin daraufhin eine Ohrfeige. Am Abend sucht Lindholm das Gespräch mit der Familie Kandis. Als sie den Großvater fragt, warum Pauline ihn nicht angerufen habe, um abgeholt zu werden, verlässt dieser den Raum. Nele erzählt der Kommissarin, dass Pauline öfter ohne ihr Wissen bei Sven Forthmann gewesen sei. 
Lindholm übernachtet bei der Polizistin Lichtblau und ihrer Familie. Als sie zu Bett gehen will, steht Lichtblaus Ehemann, der Dorfpfarrer, in ihrem Gästezimmer und versucht, sie zu umgarnen, was ihr allerdings missfällt. Am nächsten Tag fährt Lindholm zu dem Ort, an dem Pauline gefunden wurde. Ihr fällt auf, dass die Strömung des Flusses zur Sandbank führt, auf der Pauline lag. Sie geht ein Stück bergauf, bis sie eine kleine Handtasche zwischen einigen Steinen entdeckt. Um sich zu erkundigen, ob es sich dabei um Paulines Tasche handelt, fährt sie erneut zum Hof der Familie Kandis. In der Scheune findet sie den Großvater, der sich offenbar erhängt hat. Als Sven Forthmann den Hof erreicht, schlägt Bruno Kandis auf ihn ein. Forthmann läuft davon, wird aber von Nele aufgehalten. Sie entdeckt Kratzspuren an seiner Hand. Ohne Erklärung verlässt er den Hof. 
Aufgrund ihrer Erkenntnis am Fluss, lässt Lindholm die Spurensicherung noch einmal Paulines Fundort absuchen. Sie vermutet, dass das Mädchen weiter oben in den Fluss gefallen ist und Guntram Schollenbruch die Auffindungssituation falsch beschrieben hat. Die Spurensicherung findet am Fundort allerdings nur einen Kieselstein, den es sonst in der Umgebung nicht gibt. Derweil informiert die Gerichtsmedizin Lindholm über fremde DNA-Spuren unter Paulines Fingernägeln. Daraufhin macht sie sich auf den Weg, um Vergleichsproben von den Dorfbewohnern zu holen. Sie beginnt bei dem Hauptverdächtigen Schollenbruch und beschlagnahmt auch dessen Computer. Bei den Siebenborns erfährt sie, dass Moritz demnächst auf ein Internat gehen soll. Sie befragt Moritz zur Tatnacht. Der Junge gibt ihr die gleichen Antworten wie sein Vater. Schließlich lässt sie sich noch eine Speichelprobe von ihm und seinem Vater geben. Als Lindholm am Abend die Polizeistelle erreicht, wartet bereits Sven Forthmann auf sie und ist bereit zum Verhör. Er sagt aus, dass Pauline ihm auf dem Hof lediglich mit den Pferden behilflich gewesen sei. Auch er gibt der Kommissarin, wenn auch zögernd, eine Speichelprobe. Dabei fallen Lindholm allerdings die Kratzspuren an seiner Hand auf. Forthmann behauptet, dass diese von einem seiner Tiere stammen würden. 
Zurück in Hannover, kommt die Kommissarin auf die Idee, dass es sich bei dem Kieselstein, den die Spurensicherung am Fluss gefunden hatte, um die Tatwaffe handeln könnte. Sie ruft daraufhin den Gerichtsmediziner an, um ihm von ihrer Vermutung zu erzählen. Dieser erklärt ihr, dass der Kieselstein nur im Zusammenwirken mit einer Steinschleuder die tödliche Verletzung an Paulines Kopf habe auslösen können, was Lindholm mutmaßen lässt, dass es sich bei dem Täter um Moritz Siebenborn handelt. Währenddessen erhält Polizistin Lichtblau ein Fax mit den Ergebnissen der Durchsuchung von Guntram Schollenbruchs Computer. Schollenbruch hatte offenbar Kontakt zu minderjährigen Mädchen. Durch einen Trick wird Lichtblau von ihrer Tochter Laura in die Ausnüchterungszelle der Polizeistelle gesperrt. Laura hat eine geistige Behinderung und hält das ganze für ein Spiel. Derweil treffen sich Nele Kandis und Sven Forthmann zum Abschied, da Nele zum Studieren nach Hamburg fahren will. Sven verrät seiner Freundin, dass er Angst habe, für den Mörder von Pauline gehalten zu werden, da Pauline ihn gekratzt habe und somit seine DNA unter ihren Fingernägeln zu finden sei. Nele steigt daraufhin nicht in den Bus nach Hamburg. In der Polizeistelle findet Bruno Kandis das Fax mit den Informationen über Guntram Schollenbruch. Da Lichtblau noch immer eingesperrt ist, kann er problemlos ihre Dienstwaffe an sich nehmen und damit zu Schollenbruch gehen. Von Sven Forthmann freigelassen, kann Lichtblau Bruno Kandis davon abhalten, auf Schollenbruch zu schießen. Moritz’ Mutter gesteht Lindholm schließlich, dass ihr Sohn Pauline getötet habe. Als Moritz zu Hause eintrifft und die Kommissarin entdeckt, läuft er davon. Lindholm schafft es, ihn einzuholen, doch Moritz zielt jetzt mit seiner Zwille auf sie. Am Ende nimmt er die Waffe herunter und gesteht seine Tat.

## Produktion
Die Drehzeit für diese Folge begann am 22. November 2005 und endete am 22. Dezember 2005. 
Bei ARD Video ist die Folge Pauline auf DVD erhältlich.

## Rezeption

### Einschaltquoten
Die Erstausstrahlung von Pauline am 24. September 2006 wurde in Deutschland von insgesamt 9,36 Millionen Zuschauern gesehen und erreichte einen Marktanteil von 27,3 % für Das Erste; in der Gruppe der 14- bis 49-jährigen Zuschauer konnten 3,12 Millionen Zuschauer und ein Marktanteil von 20,7 % erreicht werden.

### Kritik
„Eine unspektakuläre, fast unauffällige Bildgestaltung (Wedigo von Schultzendorff) sorgt dafür, dass vor allem die ausgezeichneten Darsteller zur Geltung kommen. Da das Szenenbild (Maximilian Johannsmann) zudem konsequent auf plakative Farben verzichtet, wirkt die herbstliche Geschichte zwangsläufig freudlos.“

„Der Name Niki Stein und das außergewöhnliche Drehbuch haben Schauspieler der ersten Garde ‚anbeißen‘ lassen. Wann sieht man schon mal Corinna Harfouch als Ex-Bäuerin, die sich als Putzfrau durchschlagen muss? Grandios gut ist der Theaterschauspieler Martin Wuttke, dessen wortkarger Pleitebauer nur ein Mal so richtig explodieren darf. Auch immer eine sichere Bank in Sachen intensives, glaubhaftes Spiel: Johanna Gastdorf, Wotan Wilke Möhring und Anna Maria Mühe. Und dieser ‚Tatort‘ hält am Ende auch das, was Stab und Besetzung versprechen.“

## Auszeichnung
Maria Furtwängler erhielt den Deutschen Fernsehpreis 2007 in der Kategorie „Beste Schauspielerin“ für die Tatort-Folgen Pauline und Das namenlose Mädchen. 